# Henry Bathurst (3. hrabia Bathurst)

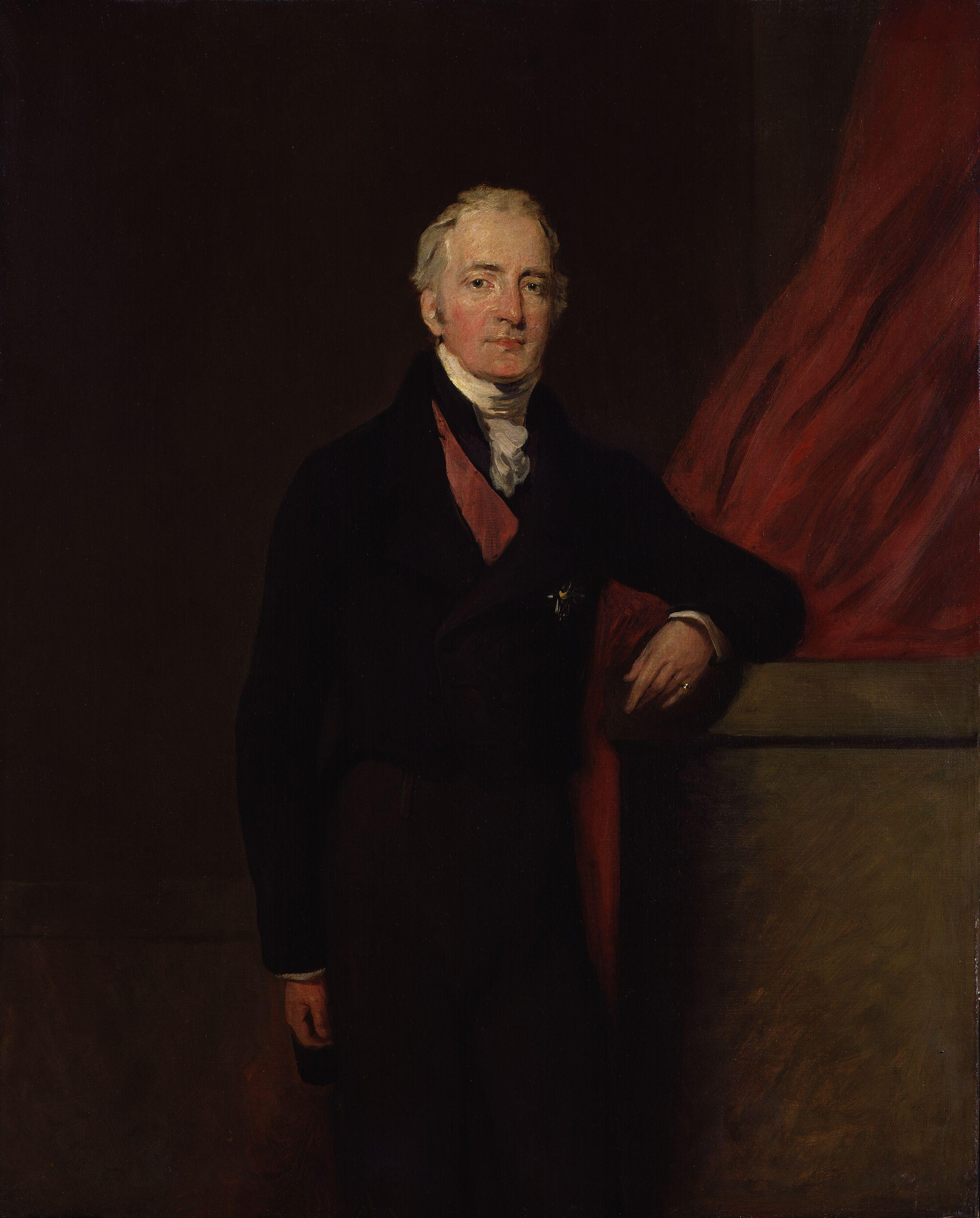
Lord Bathurst

Henry Bathurst, 3. hrabia Bathurst KG (ur. 22 maja 1762, zm. 27 lipca 1834 w Londynie) – brytyjski arystokrata i polityk, najstarszy syn Henry’ego Bathursta, 2. hrabiego Bathurst, i Trypheny Scawen, córki Thomasa Scawena.
Zasiadał w Izbie Gmin jako reprezentant okręgu Cirencester w latach 1783–1794, kiedy to po śmierci ojca został 3. hrabią Bathurst i zasiadł w Izbie Lordów. Podczas pobytu w Izbie Gmin pełnił funkcje lorda Admiralicji w latach 1783–1789 i lorda skarbu w latach 1789–1791. Zasiadał również w Radzie Kontroli w latach 1793–1802. Zaprzyjaźnił się również z Williamem Pittem Młodszym. 21 czerwca 1793 r. wszedł w skład Tajnej Rady.
Kiedy w 1804 r. Pitt ponownie został premierem, powierzył Bathurstowi stanowisko zarządcy mennicy, które ten sprawował do śmierci premiera w 1806 r. W latach 1807–1812 r. Bathurst był ponownie zarządcą mennicy oraz przewodniczącym Zarządu Handlu w rządach Portlanda i Percevala. Przez pewien czas w 1809 r. był ministrem spraw zagranicznych. W rządzie lorda Liverpoola był w latach 1812–1827 ministrem wojny i kolonii. Na tym stanowisku przekazał większość swoich uprawnień podsekretarzom stanu. Obecna stolica Gambii, Bandżul, początkowo nazywała się "Bathurst" na cześć ministra. W rządzie Wellingtona był Lordem Przewodniczącym Rady w latach 1828–1830.
Lord Bathurst popierał równouprawnienie katolików, ale był gorącym przeciwnikiem reformy wyborczej lorda Greya z 1832 r., gdyż uważał, że może ona zniszczyć podstawy angielskiego ustroju. Dążył również do polepszenia warunków bytowych niewolników w brytyjskich posiadłościach, ale odnosił się z rezerwą do postulatów zniesienia niewolnictwa. 24 lipca 1817 r. został kawalerem Orderu Podwiązki.
1 kwietnia 1789 r. poślubił Georginę Lennox (6 grudnia 1765 - 20 stycznia 1841), córkę George’a Lennoxa i lady Louisy Kerr, córki 4. markiza Lothian. Henry i Georgina mieli razem trzech synów i córkę:
- Emily Charlotte Bathurst (zm. 1 lutego 1877), żona Fredericka Cavendisha Ponsonby'ego, miała dzieci
- Henry George Bathurst (24 lutego 1790 - 25 maja 1866), 4. hrabia Bathurst
- William Lennox Bathurst (14 lutego 1791 - 24 lutego 1878), 5. hrabia Bathurst
- podpułkownik Thomas Seymour Bathurst (22 października 1793 - 10 kwietnia 1834), ożenił się z Julią Hankey, miał dzieci, jego synem był Allen Bathurst, 6. hrabia Bathurst

Hrabia zmarł w 1834 r. na Arlington Street na Hanover Square w Londynie. Został pochowany w Kensal Green Cemetery w Londynie.
We wspomnieniach współczesnych lord Bathurst jest opisany jako człowiek o wielkim poczuciu humoru, lekko sarkastyczny, utalentowany i spokojny. Był dobrym pisarzem, ale kiepskim mówcą. Zdaniem niektórych był również zbyt ostrożnym politykiem.
W telewizyjnym serialu Zulus Czaka w postać lorda Bathursta wcielił się Christopher Lee.